# André Gonçalves
André Gonçalves (lebte im 15. und 16. Jahrhundert) war ein portugiesischer Seefahrer und Entdecker.

## Person
Über André Gonçalves ist außer seinen Entdeckungsreisen sehr wenig bekannt, auch Geburts- und Todesdaten fehlen. Er wird als „Steuereinnehmer aus Sintra“ geschildert (portugiesisch almoxarife de Cintra), dem Erbe unseres Hauses und unserer Lager.
Einige Autoren halten den Namen André Gonçalves für einen Flüchtigkeitsfehler des Namens vom Seefahrer Afonso Gonçalves Baldaia.

## Entdeckungsreisen
Aus den Quellen ergeben sich vier Entdeckungsreisen, wobei seine Teilnahme an zwei Reisen umstritten ist.
Erste Reise
8. Juli 1497 (Restelo/Lissabon) – 9. September 1499 (Cascais): Unter Generalkapitän Vasco da Gama nahmen Nicolao Coelho und Gonçalo Nunes Kurs Richtung Indien auf. Umstritten ist, ob sich auch André Gonçalves an Bord befand. Gaspar Correia erwähnte ihn neben João Figueiro und João d’Amoxeira als Teilnehmer der Reise. Coelhos Schiff traf am 10. Juli 1499 in Lissabon ein, die übrigen Schiffe erreichten Lissabon erst am 9. September 1499.
Zweite Reise
16. Mai 1499 (Cádiz) – 8. September 1500 (Cádiz): André Gonçalves assistierte (diesmal in spanischen Diensten) auf seiner zweiten Reise Amerigo Vespucci nach Süd- und Mittelamerika und sichtete am 7. August 1500 die Küste des heutigen brasilianischen Bundesstaats Rio Grande do Norte. Die Flotte kehrte von den Bahamas nach Cádiz am 8. September 1500 zurück.
Dritte Reise
9. März 1500 (Lissabon) – 23. Juni 1501 (Lissabon): Generalkapitän Pedro Álvares Cabral standen 13 Karavellen (10 Naos und drei Versorgungsschiffe) zur Verfügung, als die Flotte am 9. März 1500 von Lissabon aus Richtung Indien die Segel setzte. Auf dem Führungsschiff mit Cabral befanden sich Affonso Lopez und André Gonçalves, letzterer „ein echter Seewolf“, den Vasco da Gama empfohlen hatte. Gaspar Correia zufolge kommandierte Gonçalves ein Versorgungsschiff. Als Kapitäne fungierten unter anderen Nicolao Coelho, Bartolomeu Dias und dessen Bruder Diogo Dias. Sie erreichten am 24. April 1500 das heutige Porto Seguro. Cabral sandte das Versorgungsschiff mit Gonçalves zurück, um die Nachricht von der Entdeckung frühzeitig zu überbringen. Die übrige Flotte setzte ihre Reise fort und erreichte am 13. September 1500 Calicut.
Vierte Reise
10. Mai 1501 (Lissabon) – 7. September 1502 (Lissabon): Unter Generalkapitän Gonçalo Coelho segelte eine Flotte mit drei Karavellen und den Kapitänen Amerigo Vespucci und Gaspar de Lemos Richtung Südamerika. An Bord befand sich auch André Gonçalves. Am 1. Januar 1502 erreichte die Flotte die Guanabara-Bucht. Die Seeleute hielten diese zweitgrößte Meeresbucht Südamerikas für eine Flussmündung, so dass die Benennung von Rio de Janeiro (deutsch „Januar-Fluss“), die André Gonçalves zugeschrieben wird, einem Irrtum unterlag. Die Rückreise begann am 4. Juni 1501, Zwischenhalt gab es in Besechicce/Dakar, ab 15. Februar 1502 übernahm Vespucci das Kommando Richtung Südost (italienisch sciloccho); zwei Schiffe kehrten zurück nach Lissabon. Von dieser Fahrt berichtete Vespucci im berühmten Mundus Novus. Am 7. September 1502 erreichte die dezimierte Flotte wieder Lissabon.

## Weiteres Leben
André Gonçalves kann nicht an allen vier Reisen teilgenommen haben, weil sich die gesicherten Reisedaten überschneiden. Die erste Reise war frühestens am 10. Juli 1499 beendet, aber die zweite Reise begann bereits am 16. Mai 1499. Eine vergleichbare Überschneidung ergibt sich zwischen der zweiten und dritten Reise, denn die zweite Reise war am 8. September 1500 beendet, während die dritte Reise bereits am 9. März 1500 begann. Auch die dritte und vierte Reise überschneiden sich, da Gonçalves trotz seiner frühzeitigen Rückkehr kaum imstande war, den Atlantik innerhalb von 14 Tagen zu überqueren.
Gonçalves kehrte auch von seiner letzten Entdeckungsreise im September 1502 zurück. Über Ehrungen oder weitere Aktivitäten ist nichts bekannt. Legt man die gesicherten Reisedaten zugrunde, so dürfte André Gonçalves vermutlich nur zwei Seereisen unternommen haben.